# 意大利法西斯主義
義大利法西斯主義（義大利語：fascismo italiano）是1922年至1945年期間墨索里尼、国家法西斯党以及共和法西斯党统治下的意大利的一种国家民族主义意识形态。意大利法西斯主义受意大利民族主义、国家工团主义等意識形態影響。意大利法西斯主义者声称现代意大利是古罗马及其遗产的继承者，意大利法西斯主义者還主張建立大義大利。 意大利法西斯主义者反对自由主义（尤其是古典自由主义）、社会主义（因为有許多社会主义者反对民族主义）、古典保守主义和自由放任主义（1925年后）。后来意大利法西斯主義被德、日等国法西斯人士效仿。該意識形態還影響了二戰后的意大利社会运动和新法西斯主義。